# Neodohrniphora arnaudi
Neodohrniphora arnaudi är en tvåvingeart som beskrevs av Borgmeier 1966. Neodohrniphora arnaudi ingår i släktet Neodohrniphora och familjen puckelflugor. Inga underarter finns listade i Catalogue of Life.